# هایگیت
latitudeهایگیتlongitudeهایگیت
هایگیت (به انگلیسی: Highgate) یک ناحیه در لندن است که در منطقه کمدن لندن واقع شده‌است.
این ناحیه در سال ۲۰۱۱ میلادی ۱۰٬۹۵۵ نفر جمعیت داشته است.

## گورستان هایگیت
این گورستان یک گورستان تاریخی و مشهور است که دارای قطعه مربوط به مسلمانان نیز می‌باشد.
در این گورستان تعدادی از مشاهیر جهان مدفون هستند.

## ایستگاه‌های مترو نزدیک
- ایستگاه متروی هایگیت
- ایستگاه متروی آرچوی